# Chris Farley
Christopher Crosby "Chris" Farley (Madison, Wisconsin, Estats Units, 15 de febrer de 1964 – Chicago, Illinois, 18 de desembre de 1997) fou un comediant i actor estatunidenc.